# 錫紙

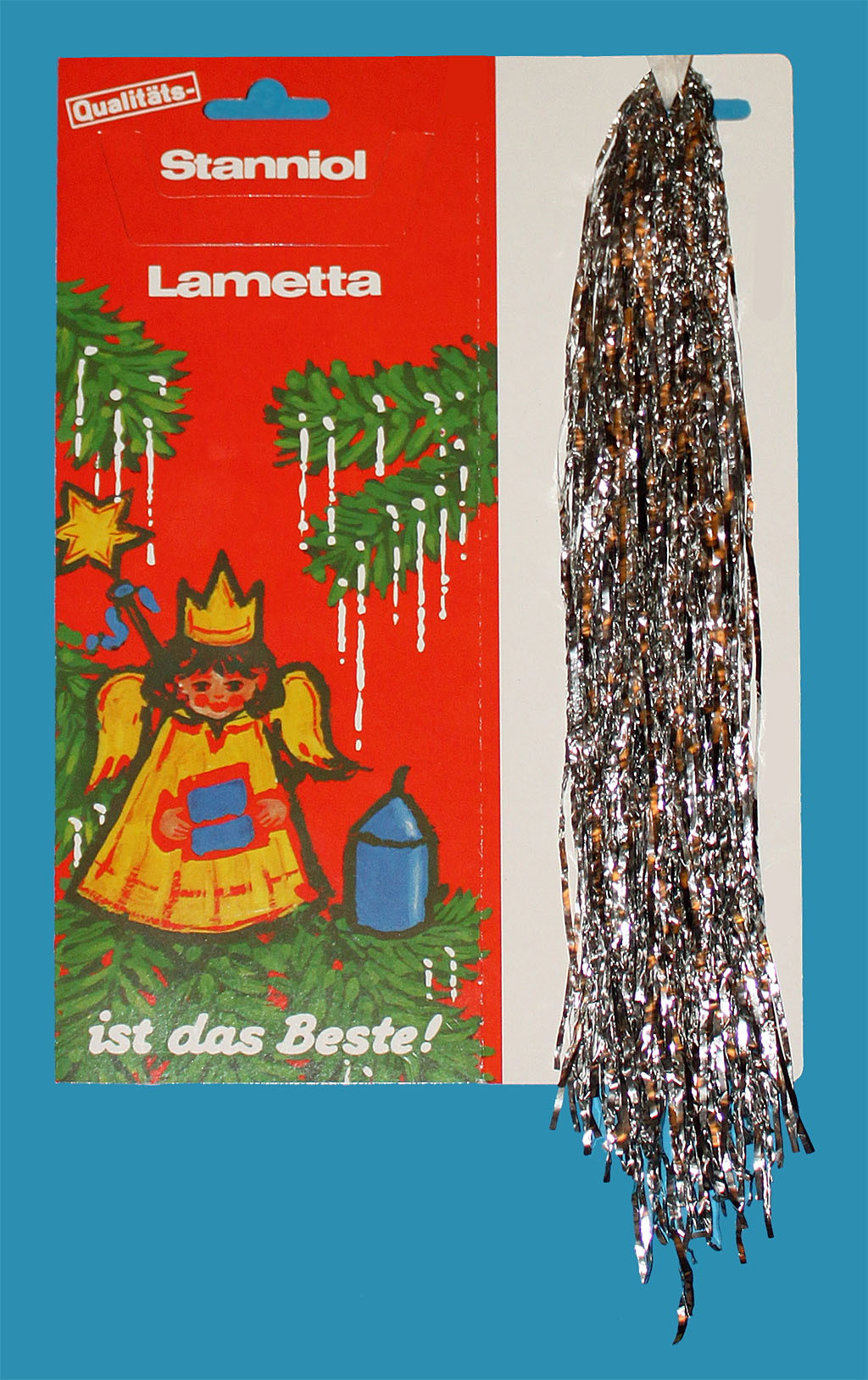
锡纸带制作的圣诞装饰（2012年）

錫紙是由锡制成的薄箔。锡纸出现于17世纪，在19世纪末和20世纪初，被广泛使用。随着铝价格降低，錫箔纸在二战后被铝箔纸取代，但铝箔纸在许多地区仍被称为“锡箔纸”。

## 用途
锡纸质地较铝箔软，但它往往会使包裹在其中的食物有轻微的锡味。由于其耐腐蚀性、抗氧化性、可用性、低成本、低毒性和柔韧性，锡箔在20世纪之前被用作齿腔的填充物。留声机圆筒上的第一个录音是在锡纸上进行的。
如今，锡箔纸仅在特殊情况下用于包装食品（如酒囊，螺帽，用于奶酪成熟等），也用于实验室和医疗技术（电极）的特殊技术应用。 该材料还可以在金属箔电容器中以及装饰和圣诞树装饰（金属丝）中找到。